# Bring It on Home to Me
Bring It on Home to Me è una canzone del cantautore statunitense Sam Cooke. Il brano fu pubblicato l'8 maggio 1962 - un anno prima della morte del cantante - dalla casa discografica RCA Victor nel singolo Bring It on Home to Me/Having a Party. La canzone fu prodotta da Hugo&Luigi e arrangiata da René Hall. La canzone, che sin dalla sua uscita riscosse un gran successo tra il pubblico, ottenne il secondo posto in una lista di canzoni R&B stilata da Billboard's Hot R&B Sides.
È una delle canzoni più note di Cooke, insieme a Wonderful World, A Change Is Gonna Come e Chain Gang. Il brano è stato inserito in una lista dei 500 brani rock più belli di tutti i tempi. Il testo, come la maggior parte delle canzoni di Cooke, ha come tema principale l'amore. L'amante del protagonista, dopo aver lasciato quest'ultimo, viene corteggiata dal protagonista in tutti i modi; è appunto quest'amorosa insistenza che caratterizza tutto il brano.

## Formazione
- Sam Cooke – voce solista
- Lou Rawls – cori di sottofondo
- Clifton White – chitarra
- Tommy Tedesco – chitarra
- René Hall – chitarra
- Adolphus Asbrook – basso
- Ray Pohlman – contrabbasso
- Ernie Freeman – pianoforte
- Frank Capp – batteria, percussioni
- William Green – sassofono
- Cecil Figelski – violoncello
- Armand Kaproff – violoncello
- Wilbert Nuttycombe – viola
- Irving Weinper – viola
- Myron Sandler – violino
- Joseph Saxon – violino
- Ralph Schaeffer – violino
- Marshall Sosson – violino
- Elliot Fisher – violino
- Marvin Limonick – violino

## Cover
La canzone è stata reinterpretata negli anni da numerosi artisti, tra i quali:
- The Big Three su singolo nel 1964
- The Animals su singolo nel 1965[1]
- Sonny & Cher nell'album The Wondrous World of Sonny & Cher del 1966
- Otis Redding e Carla Thomas nell'album King & Queen del 1967
- Eddie Floyd su singolo estratto dal suo I've Never Found a Girl del 1968[2]
- Aretha Franklin nell'album Soul '69 del 1969
- Dave Mason nell'album Dave Mason del 1974
- Rod Stewart nel 1974 in medley con You Send Me[3]
- Van Morrison nell'album dal vivo It's Too Late to Stop Now del 1974, e ancora nel suo album del 2017 Roll with the Punches.
- John Lennon nell'album di cover Rock 'n' Roll del 1975
- Mickey Gilley su singolo nel 1976 estratto dall'album Gilley's Smokin'[4][5]
- Joan Jett nel 1984 (pezzo pubblicato in Flashback (Joan Jett album) del 1993
- Paul McCartney nell'album di cover CHOBA B CCCP del 1988
- Status Quo nell'album Rock 'til You Drop del 1991
- Rita MacNeil nell'album Thinking of You del 1992
- Sister Hazel nel 1994
- Martina McBride in duetto con Gavin DeGraw nell'album Everlasting del 2014